# Lněnka alpská
Lněnka alpská (Thesium alpinum) je nízká, vytrvalá, poloparazitická, světle kvetoucí rostlina která je, na rozdíl od svých mnoha příbuzných druhů z rodu lněnka, poměrně chladnomilná.

## Rozšíření
Rozšířena je hlavně v Alpách a přilehlých oblastech ve Francii, Německu, Rakousku a částečně i na Balkáně. Nespojitě vyrůstá také v Pyrenejích, Apeninách, v Turecku a okolo Kavkazu. Objevuje se také v Karpatech na území Slovenska a Rumunska.
Roztroušeně se vyskytuje na území České republiky hlavně ve submontánních a montánních stupních. Vyrůstá nejčastěji na nespecifických půdních podložích na vysychavých kamenitých stráních a světlých okrajích lesů a křovin. Je považována za diagnostický druh asociací Thesio alpini-Nardetum strictae a Bupleuro-Calamagrostietum. Ve větší počtu lze lněnku alpskou spatřit v hornatých oblastech na severu Čech nebo Moravy.

## Popis
Tato poloparazitická vytrvalá rostlina dorůstá jen do 10 až 30 cm. Této výše dosahují její lodyhy vyrůstající v trsu z vřetenovitého, vícehlavého oddenku. Lodyhy bývají přímé, obvykle nevětvené a porůstají přisedlými čárkovitými, převážně jednožilnými listy s velmi jemnými zoubky po okrajích čepelí modrozelené barvy.
V polovině své délky přechází lodyhy do jednoduchého květenství, jednostranného hroznu sestaveného z květů s krátkými stopkami nebo přisedlými, vyrůstají nejčastěji po jednom na květonosné větvičce s uzkým listenem. Vytrvalé, nerozlišené, zvonkovitě trubkovité okvětí oboupohlavných květů je asi od poloviny rozekláno do čtyř cípů které se později ohrnují špičkami dovnitř. Zevnitř je barvy bílé, zevně nazelenalé nebo načervenalé. V květu jsou čtyři tyčinky s prašníky a jeden pestík s čnělkou a bliznou. Kvetou v květnu až srpnu, opylovány jsou hmyzem. Plod je kulovitý nebo vejčitý, na povrchu je obalen suchým okvětím delším než je sám.

## Ohrožení
Lněnka alpská roste jak v chráněných oblastech jako Krkonošském národním parku, přírodní rezervaci Praděd nebo přírodní rezervaci Ralsko kde se ji dostává nejpřísnější ochrany, tak i na běžně nechráněných místech kde není proti znehodnocení svého přirozeného biotopu nijak chráněna. Je proto zařazena mezi ohrožené druhy české flory (C3).